# Liste der Enigma-Exponate
Die Liste der Enigma-Exponate führt Orte auf, an denen authentische Enigma-Maschinen zur Schau gestellt werden oder wurden.
| Foto | Land                   | Stadt                     | Einrichtung                                                                                                   | Modell                                                                    | Link                                   | Bemerkungen                                                                                   |
| ---- | ---------------------- | ------------------------- | --- | ------------------------------------------------------------------------- | -------------------------------------- | --------------------------------------------------------------------------------------------- |
|      | Australien             | Canberra                  | Australian War Memorial                                                                                       | Enigma I                                                                  | awm.gov.au                             |                                                                                               |
|      | Australien             | Sydney                    | Powerhouse Museum                                                                                             | Enigma I                                                                  | collection.maas.museum                 |                                                                                               |
|      | Belgien                | Ostende                   | Freilichtmuseum Atlantikwall                                                                                  | Enigma I                                                                  | oostende.org                           |                                                                                               |
|      | Bulgarien              | Sofia                     | Nationales Militärgeschichtliches Museum                                                                      | Enigma I                                                                  | militarymuseum.bg                      |                                                                                               |
|      | Dänemark               | Kopenhagen                | Museum Enigma                                                                                                 | Enigma-M1                                                                 | ptt-museum.dk                          | Mit der Ser.-Nr. M 522 und der Jahreszahl 1934 die vermutlich älteste erhaltene Marine-Enigma |
|      | Dänemark               | Lyngby                    | Dänemarks Technische Universität                                                                              | Enigma I                                                                  | matematiksider.dk                      |                                                                                               |
|      | Dänemark               | Skanderborg               | Bunkermuseum Skanderborg                                                                                      | Enigma-M4                                                                 | museumskanderborg.dk                   |                                                                                               |
|      | Deutschland            | Berlin                    | Deutsches Technikmuseum                                                                                       | Enigma I                                                                  | sdtb.de                                |                                                                                               |
|      | Deutschland            | Berlin                    | Luftwaffenmuseum Berlin-Gatow                                                                                 | Enigma I                                                                  | mhm-gatow.de                           |                                                                                               |
|      | Deutschland            | Berlin                    | Deutsches Spionagemuseum                                                                                      | Enigma I                                                                  | deutschesspionagemuseum.de             |                                                                                               |
|      | Deutschland            | Bonn                      | Bundesamt für Sicherheit in der Informationstechnik                                                           | Enigma I und Enigma-M3                                                    | bsi.bund.de                            |                                                                                               |
|      | Deutschland            | Bremerhaven               | Deutsches Schifffahrtsmuseum Leibniz-Institut für Maritime Geschichte                                         | Enigma I                                                                  | Enigma - das Geheimnis virtuell gelöst | 1941                                                                                          |
|      | Deutschland            | Dortmund                  | DASA – Arbeitswelt Ausstellung                                                                                | Enigma I                                                                  | dasa-dortmund.de                       |                                                                                               |
|      | Deutschland            | Dresden                   | Militärhistorisches Museum                                                                                    | Enigma-K                                                                  | mhmbundeswehr.de                       | um 1928                                                                                       |
|      | Deutschland            | Frankfurt                 | Museum für Kommunikation                                                                                      | Enigma-M4                                                                 | mfk-frankfurt.de                       |                                                                                               |
|      | Deutschland            | Friedrichshafen           | Ham Radio | Enigma I                                                                  | hamradio-friedrichshafen.de            |                                                                                               |
|      | Deutschland            | Hamburg                   | Internationales Maritimes Museum Hamburg                                                                      | Enigma-M4                                                                 | imm-hamburg.de                         |                                                                                               |
|      | Deutschland            | München                   | Deutsches Museum                                                                                              | Enigma I und Enigma-M4                                                    | deutsches-museum.de                    |                                                                                               |
|      | Deutschland            | Nordholz                  | Aeronauticum                                                                                                  | Enigma-M3 und Enigma-M4                                                   | aeronauticum.de                        |                                                                                               |
|      | Deutschland            | Paderborn                 | Heinz Nixdorf MuseumsForum                                                                                    | Enigma I (links im Bild: Walzen der Enigma-G; rechts im Bild: Enigma-Uhr) | hnf.de                                 |                                                                                               |
|      | Deutschland            | Stuttgart                 | Württembergische Landesbibliothek                                                                             | Enigma-M3                                                                 | wlb-stuttgart.de                       |                                                                                               |
|      | Deutschland            | Wilhelmshaven             | Deutsches Marinemuseum                                                                                        | Enigma-M4                                                                 | Video                                  | Ser.‑Nr. M 6724                                                                               |
|      | Finnland               | Hämeenlinna               | Finnisches Artilleriemuseum (finnisch Suomen Tykistömuseo)                                                    | Enigma I                                                                  |                                        |                                                                                               |
|      | Finnland               | Hämeenlinna               | Nationales Nachrichtenmuseum (finnisch Valtakunnallinen Viestimuseo)                                          | Enigma I                                                                  | viestikiltojenliitto.fi                |                                                                                               |
|      | Frankreich             | La Wantzenau              | MM Park France (französisch Musée Militaire Park France)                                                      | Enigma I                                                                  |                                        |                                                                                               |
|      | Frankreich             | Nancy                     | ANCMECA (französisch Association nationale des collectionneurs de machines à écrire et à calculer mécaniques) | Enigma I                                                                  | ancmeca.org Sammlertreffen in Nancy    |                                                                                               |
|      | Frankreich             | Paris                     | Musée de l’Armée                                                                                              | Enigma I                                                                  | musee-armee.fr                         |                                                                                               |
|      | Frankreich             | Paris                     | Musée des lettres et manuscrits                                                                               | Enigma I                                                                  |                                        |                                                                                               |
|      | Italien                | Bracciano                 | Italienisches Luftfahrtmuseum Vigna di Valle                                                                  | Enigma-M4                                                                 | aeronautica.difesa.it                  |                                                                                               |
|      | Italien                | Mailand                   | Museo nazionale della scienza e della tecnologia Leonardo da Vinci                                            | Enigma I                                                                  | museoscienza.org                       |                                                                                               |
|      | Italien                | Partschins                | Schreibmaschinenmuseum Peter Mitterhofer                                                                      | Enigma I                                                                  | schreibmaschinenmuseum.com             |                                                                                               |
|      | Kanada                 | Calgary                   | Canadian Global Affairs Institute                                                                             | Enigma-K                                                                  | cgai.ca                                |                                                                                               |
|      | Kanada                 | Gatineau                  | Kanadas Nationalmuseum für Geschichte und Gesellschaft                                                        | Enigma-M4                                                                 | historymuseum.ca                       |                                                                                               |
|      | Kanada                 | Kingston                  | Military Communications and Electronics Museum                                                                | Enigma-M4                                                                 | c-and-e-museum.org                     |                                                                                               |
|      | Kanada                 | Ottawa                    | Kanadisches Kriegsmuseum                                                                                      | Enigma-M4                                                                 | warmuseum.ca                           |                                                                                               |
|      | Luxemburg              | Diekirch                  | Nationales Museum für Militärgeschichte                                                                       | Enigma I                                                                  | mnhm.net                               |                                                                                               |
|      | Niederlande            | Amersfoort                | Historische Collectie Verbindingsdienst                                                                       | Enigma I                                                                  | hcverbindingsdienst.nl                 |                                                                                               |
|      | Niederlande            | Den Haag                  | Algemene Inlichtingen- en Veiligheidsdienst                                                                   | Enigma-G                                                                  | aivd.nl                                |                                                                                               |
|      | Norwegen               | Bergen                    | Festungsmuseum Bergenhus                                                                                      | Enigma-M4                                                                 | forsvaretsmuseer.no/Bergenhus          |                                                                                               |
|      | Norwegen               | Narvik                    | Kriegsmuseum Narvik                                                                                           | Enigma-M4                                                                 | warmuseum.no                           |                                                                                               |
|      | Norwegen               | Trondheim                 | Norwegisches Justizmuseum                                                                                     | Enigma I                                                                  | justismuseet.no                        | 1937                                                                                          |
|      | Österreich             | Wien                      | Heeresgeschichtliches Museum                                                                                  | Enigma I                                                                  | hgm.at                                 |                                                                                               |
|      | Österreich             | Wien                      | Technisches Museum                                                                                            | Enigma I                                                                  | technischesmuseum.at                   | 1933                                                                                          |
|      | Polen                  | Białystok                 | Armeemuseum                                                                                                   | Enigma I                                                                  | mwb.com.pl                             |                                                                                               |
|      | Polen                  | Danzig                    | Museum des Zweiten Weltkrieges                                                                                | Enigma-M4                                                                 | muzeum1939.pl                          |                                                                                               |
|      | Polen                  | Kolberg                   | Polnisches Waffenmuseum                                                                                       | Enigma-K                                                                  | muzeum.kolobrzeg.pl                    |                                                                                               |
|      | Polen                  | Posen                     | Chiffrenzentrum Enigma                                                                                        | Enigma-K                                                                  | csenigma.pl/de/                        |                                                                                               |
|      | Polen                  | Warschau                  | Nationales Technikmuseum                                                                                      | Enigma I                                                                  | nmt.waw.pl                             |                                                                                               |
|      | Polen                  | Warschau                  | Polnisches Armeemuseum                                                                                        | Enigma I                                                                  | muzeumwp.pl                            |                                                                                               |
|      | Schweden               | Stockholm-Bromma          | Försvarets radioanstalt (FRA)                                                                                 | Enigma-A 351                                                              |                                        |                                                                                               |
|      | Schweiz                | Luzern                    | Verkehrshaus                                                                                                  | Enigma I                                                                  | verkehrshaus.ch                        |                                                                                               |
|      | Spanien                | Figueres                  | Militärgeschichtliches Museum                                                                                 | Enigma-K                                                                  |                                        |                                                                                               |
|      | Spanien                | Toledo                    | Armeemuseum                                                                                                   | Enigma-K                                                                  | museo.ejercito.es                      | Ser.-Nr. A 1216                                                                               |
|      | Ungarn                 | Budapest                  | Militärhistorisches Museum                                                                                    | Enigma-H                                                                  | militaria.hu                           |                                                                                               |
|      | Vereinigtes Königreich | Birkenhead                | U-Boat Story Exhibition                                                                                       | Enigma-M4                                                                 | u-boatstory.co.uk                      | geborgen aus U 534                                                                            |
|      | Vereinigtes Königreich | Blandford                 | Royal Signals Museum                                                                                          | Enigma I                                                                  | royalsignalsmuseum.co.uk               |                                                                                               |
|      | Vereinigtes Königreich | Bletchley                 | Bletchley Park Museum                                                                                         | u. a. eine Enigma-G und eine Enigma-M4                                    | bletchleypark.org.uk                   | diverse                                                                                       |
|      | Vereinigtes Königreich | Edinburgh                 | National Museum of Scotland                                                                                   | Enigma-M4                                                                 | nms.ac.uk                              |                                                                                               |
|      | Vereinigtes Königreich | Guernsey                  | German Occupation Museum                                                                                      | Enigma-M4                                                                 | germanoccupationmuseum.co.uk           |                                                                                               |
|      | Vereinigtes Königreich | Jersey                    | Hohlgangsanlage 8                                                                                             | Enigma I                                                                  | www.jerseywartunnels.com               |                                                                                               |
|      | Vereinigtes Königreich | London                    | Imperial War Museum                                                                                           | Enigma I                                                                  | iwm.org.uk                             |                                                                                               |
|      | Vereinigtes Königreich | London                    | Piłsudski Institute                                                                                           | Polnischer Enigma-Nachbau                                                 | pilsudski.org.uk                       |                                                                                               |
|      | Vereinigtes Königreich | London                    | Science Museum                                                                                                | Enigma-M4                                                                 | sciencemuseum.org.uk                   |                                                                                               |
|      | Vereinigtes Königreich | Portsmouth                | National Museum of the Royal Navy                                                                             | Enigma-M4                                                                 | nmrn.org.uk                            |                                                                                               |
|      | Vereinigte Staaten     | Boston                    | Harvard | Enigma I                                                                  | harvard.edu                            |                                                                                               |
|      | Vereinigte Staaten     | Cambridge (Massachusetts) | MIT | Enigma I                                                                  | mit.edu                                |                                                                                               |
|      | Vereinigte Staaten     | Chicago                   | Museum of Science and Industry                                                                                | Enigma-M4 mit Schreibmax                                                  | msichicago.org                         | erbeutet aus U 505                                                                            |
|      | Vereinigte Staaten     | Everett (Washington)      | Flughafen Paine Field                                                                                         | Enigma I                                                                  | painefield.com                         |                                                                                               |
|      | Vereinigte Staaten     | Fort Huachuca             | U.S. Army Military Intelligence Museum                                                                        | Enigma I                                                                  | history.army.mil                       |                                                                                               |
|      | Vereinigte Staaten     | Fort Meade                | National Cryptologic Museum                                                                                   | 7 Exemplare inkl. Enigma-M4                                               | nsa.gov                                | diverse                                                                                       |
|      | Vereinigte Staaten     | Langley (Virginia)        | CIA Museum | Enigma I                                                                  | cia.gov/legacy/museum                  | 1936                                                                                          |
|      | Vereinigte Staaten     | Linthicum (Maryland)      | National Electronics Museum                                                                                   | Enigma I                                                                  | nationalelectronicsmuseum.org          |                                                                                               |
|      | Vereinigte Staaten     | Mountain View             | Computer History Museum                                                                                       |                                                                           | computerhistory.org                    |                                                                                               |
|      | Vereinigte Staaten     | Natick (Massachusetts)    | The International Museum of World War II                                                                      | Enigma-K und Enigma I                                                     | museumofworldwarii.org                 |                                                                                               |
|      | Vereinigte Staaten     | New Orleans               | National D-Day Museum                                                                                         | Enigma I                                                                  | nationalww2museum.org                  |                                                                                               |
|      | Vereinigte Staaten     | New York City             | Spyscape | Enigma I                                                                  | spyscape.com                           |                                                                                               |
|      | Vereinigte Staaten     | Roswell (Georgia)         | Computer Museum of America                                                                                    | Enigma I                                                                  | computermuseumofamerica.org            |                                                                                               |
|      | Vereinigte Staaten     | Union City (Tennessee)    | Discovery Park of America                                                                                     | Enigma I                                                                  | discoveryparkofamerica.com             |                                                                                               |
|      | Vereinigte Staaten     | Washington, D.C.          | International Spy Museum                                                                                      | Enigma I und Enigma-T                                                     | spymuseum.org                          |                                                                                               |